# 高山幸次郎
高山 幸次郎（たかやま　こうじろう）は明治初期の日本の建築家。
1874年（明治７年）に工部省製作官雇となって以来工部省技手として活躍、1882年（明治15年）からは皇居造営に従事した。
1886年（明治19年）、内務四等技手となり、同年臨時建築局技手に転じる。
1887年（明治20年）に辞任。
上野博物館参考館（1889年（明治22年）や第三回内国勧業博覧会式場（1890年（明治23年）などを設計する。
1893年（明治26年）と1896年（明治29年）に宮内省内匠寮の製図工を嘱託される。
1897年（明治30年）には東宮御所御造営調査委員として片山東熊に随行し欧米渡航。
帰朝後、明治31年より東宮御所御造営局技師を拝命する。
その他、表慶館1907年（明治41年）などの作品も手がけたが、同年没。